# Shōgen-ji
Ne pas confondre avec Shōgen-ji (Gifu).
Le Shōgen-ji (承元寺, fondé vers 817 CE) est un temple de la branche Myoshin-ji de l'école japonaise Rinzai du Bouddhisme Zen situé dans l'arrondissement de Shimizu-ku à Shizuoka, au Japon.

## Histoire
Selon la tradition orale, le Shōgen-ji est construit d'abord comme temple Tendai pendant la visite du moine Saichō dans l'est du Japon en 817. À cette époque, le nom du temple et très vraisemblablement épelé d'une façon différente, c'est-à-dire 正源寺 (). Plus tard, au cours de l'époque de Kamakura, le temple est transféré à l'école Rinzai et renommé avec son actuelle écriture qui emprunte les caractères de l'ère Jōgen (aussi lu Shōgen) (承元, 1207–11). 
Des documents historiques indiquent qu'au cours de l'époque de Muromachi, le temple est choisi pour être un des « temples protecteurs de paix » ankoku-ji (安国寺) régionaux par le bakufu de Muromachi. Il est détruit par le feu durant l'invasion de la province de Suruga par Takeda Shingen. À l'époque d'Edo, un sanctuaire shinto appelé « Montagne de la protection divine » shingosan (神護山) est ajouté sur le site du temple reconstruit, d'où le titre complet du temple est de nos jours « Shingosan Shōgen Ankoku Zen-ji » 神護山承元安国禅寺 ().
L'actuel abbé du temple est le poète, traducteur et maître zen Sōiku Shigematsu (en).